# Doddamannugudde Forest, Ramanagara
Doddamannugudde Forest là một làng thuộc tehsil Ramanagara, huyện Ramanagara, bang Karnataka, Ấn Độ.